# Canasvieiras (district)
Ne doit pas être confondu avec Canavieiras.
Cet article concerne le district de Canasvieiras. Pour la localité du même nom où se trouve son siège, voir Canasvieiras.
Canasvieiras est un district de la municipalité Florianópolis, capitale de l'État brésilien de Santa Catarina. Il se situe au  nord-ouest de l'île de Santa Catarina.
Le siège du district se situe dans la localité du même nom, Canasvieiras, à 27 km du centre ville. Dans le district se trouvent également les plages de Canasvieiras, de Jurerê, do Forte et de Daniela.